# Lorette à la veste rouge
Lorette à la veste rouge est un tableau réalisé par le peintre français Henri Matisse en 1917. De format vertical, cette huile sur panneau est le portrait en buste de Lorette, un modèle aux cheveux noirs aussi représenté dans d'autres peintures de l'artiste. Assise sur un siège au dossier orangé, la jeune femme y figure de face, vêtue d'une gandoura rouge et jaune qui a inspiré le titre de l'œuvre.
Don de Ferdinand Howald en 1931, celle-ci est conservée au Columbus Museum of Art, à Columbus, dans l'Ohio, aux États-Unis.

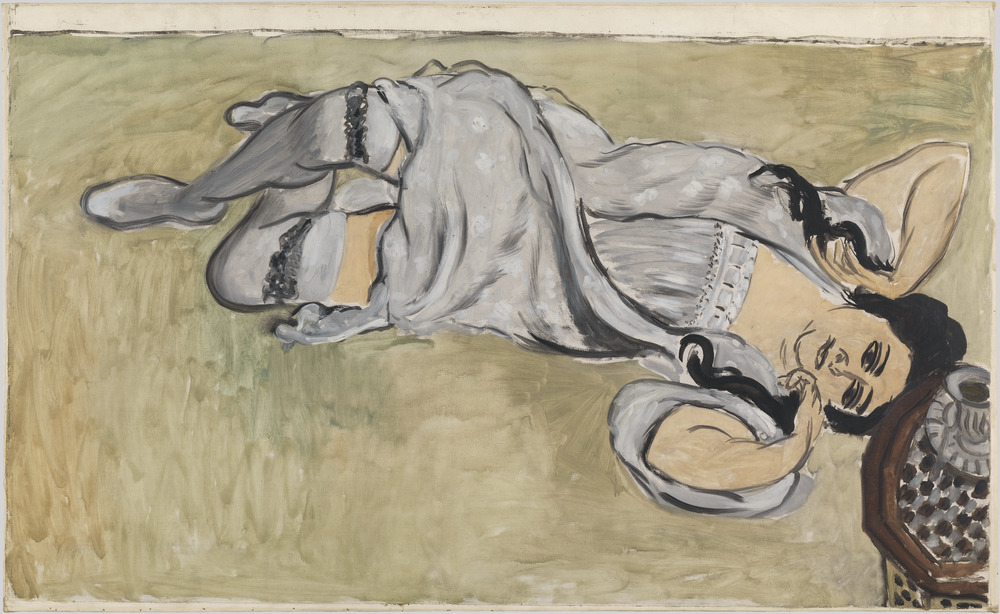
Lorette à la tasse de café, 1917 – Musée national d'Art moderne, Paris.